# 钩弧网纹蚤
钩弧网纹蚤（学名：[Ceriodaphnia hamata] 错误：{{Lang}}：文本有斜体标记（帮助））为蚤科网纹蚤属的动物。分布于欧洲以及中国大陆的四川、吉林、西藏等地，多生活于深水湖泊和江河中。